# Sebastien Cattelan
Sebastien Cattelan (* 6. Juli 1976 in Toulouse, Frankreich) ist ein französischer Kitesurfer. Er erzielte mit einer Geschwindigkeit von 50,26 kn (93 km/h) am 3. Oktober 2008 in Lüderitz, Namibia den aktuellen Geschwindigkeits-Weltrekord für segelbetriebene Wasserfahrzeuge über die Distanz von 500 Metern. Er ist der erste Mensch, der die oft als "magisch" bezeichnete Marke von 50 Knoten gebrochen hat. Cattelan, dessen Spitzname "Catman" lautet, ist damit der neunte Mensch, der es seit Beginn der offiziellen Rekordaufzeichnungen 1972 geschafft hat, den 500-Meter-Rekord zu verbessern.
Diese Marke muss noch von der WSSRC ratifiziert werden.